# Alison Des Forges

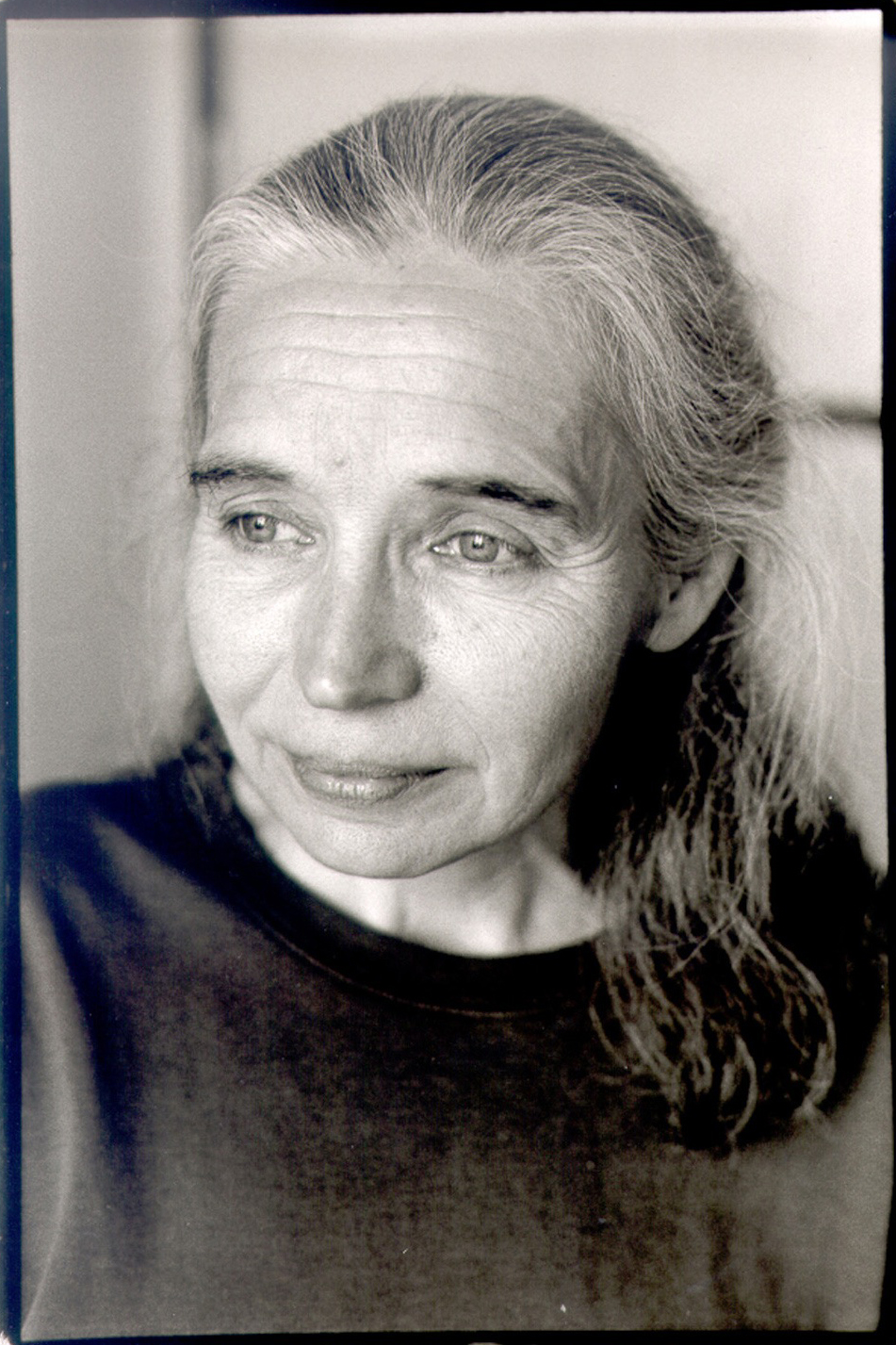
Alison Des Forges, 2005

Alison Des Forges (geborene Liebhafsky; * 20. August 1942 in Schenectady, New York; † 12. Februar 2009 in Clarence, New York) war eine US-amerikanische Historikerin und Menschenrechtsaktivistin.

## Akademischer Werdegang
Des Forges, Tochter des Chemikers Herman A. Liebhafsky, einem der Entdecker der Bray-Liebhafsky-Reaktion, studierte Geschichte und erwarb im Jahr 1964 am Radcliffe College in Cambridge, Massachusetts in diesem Fach den Abschluss als Bachelor. Im selben Jahr heiratete sie Roger Des Forges, einen auf chinesische Geschichte spezialisierten Historiker an der University at Buffalo. Im Fach Geschichte erlangte sie an der Yale University 1966 den Master und erwarb dort 1972 mit einer Arbeit zur Geschichte Ruandas ebenfalls ihren Doktortitel (Ph. D.).

## Menschenrechtsarbeit
Des Forges war auf die Region der Afrikanischen Großen Seen spezialisiert. Ihr Hauptwerk ist eine Studie über den Völkermord in Ruanda, die 1999 im Auftrag der Menschenrechtsorganisation Human Rights Watch erschien und seit 2002 in deutscher Sprache unter dem Titel Kein Zeuge darf überleben. Der Genozid in Ruanda vorliegt. Dieses Werk entfaltet die These, die Ereignisse in Ruanda zwischen April und Juli 1994 seien kein spontaner Ausbruch von Gewalt verschiedener Stämme, sondern ein systematisch geplanter und durchgeführter Völkermord gewesen, für den die Übergangsregierung die Verantwortung trage, die am 8. April 1994 in Ruanda die Macht übernahm.
Die Studie von Des Forges gilt als ein Standardwerk zu diesem Genozid. Sie entstand in mehrjähriger Feldarbeit vor Ort in Ruanda, für die Des Forges ihre akademische Anstellung aufgab, um stattdessen für Human Rights Watch als sogenannter „senior advisor“ (Seniorberater) für den Regionalschwerpunkt Afrika tätig zu sein.
Sie setzte sich nachdrücklich für die strafrechtliche Verfolgung mutmaßlicher Täter ein. Unter anderem überreichte sie Jean-Bosco Barayagwiza, einem Anführer der Hutu-Miliz Impuzamugambi und Verantwortlichen bei Radio-Télévision Libre des Mille Collines, persönlich die offizielle Anklageschrift. Vor dem Internationalen Strafgerichtshof für Ruanda sagte Des Forges insgesamt elfmal als Zeugin aus. In Untersuchungskommissionen der französischen Nationalversammlung, des Belgischen Senats, des Kongresses der Vereinigten Staaten sowie der Vereinten Nationen wurde sie ebenfalls zum Völkermord in Ruanda und zur aktuellen Menschenrechtslage in der Region der Afrikanischen Großen Seen angehört.
Im Jahr 2008 untersagte ihr die von der Ruandischen Patriotischen Front (RPF) dominierte ruandische Regierung unter Paul Kagame mehrfach die Einreise nach Ruanda. Allison des Forges und Human Rights Watch hatten zuvor mehrfach die aktuelle Lage der Menschenrechte in Ruanda, das Engagement ruandischer Truppen im Kongo sowie schwere Menschenrechtsverletzungen der RPF unmittelbar nach Ende des Völkermords im Sommer 1994 kritisiert.
Die Amerikanerin galt gleichfalls als Expertin für Menschenrechtsverletzungen in der Demokratischen Republik Kongo und in Burundi.

## Ehrungen
Die Historikerin erhielt 1999 für ihre Studie über den Völkermord in Ruanda ein mit 375.000 US-Dollar dotiertes MacArthur-Stipendium. Das Geld setzte sie für humanitäre Zwecke in Afrika ein. Im Jahr 2003 wurde ihr für das Buch der Bruno-Kreisky-Preis für das politische Buch zuerkannt.
- 2003: Bruno-Kreisky-Preis für das politische Buch (Hauptpreis)[9] für das Buch Kein Zeuge darf überleben

Die US-amerikanische Menschenrechtsorganisation Human Rights Watch verleiht den nach ihr benannten Alison Des Forges Award.

## Tod
Des Forges starb beim Unfall auf dem Continental-Airlines-Flug 3407 in Clarence, einem Vorort von Buffalo. Das Flugzeug, eine De Havilland DHC-8-400, befand sich auf dem Weg vom Flughafen Newark zum Buffalo Niagara International Airport. Mit ihr kamen 49 weitere Personen ums Leben.

## Werke
- Defeat is the Only Bad News: Rwanda under Musiinga, 1896–1931, Doktorarbeit an der Yale University, 1972.
- „Leave none to tell the story“. Genocide in Rwanda. Hrsg.: Human Rights Watch. New York / Washington / London / Brussels 1999, ISBN 1-56432-171-1 (amerikanisches Englisch, [hrw.org ] [PDF; 4,0 MB; abgerufen am 4. Mai 2014]).
- Kein Zeuge darf überleben. Der Genozid in Ruanda. 1. Auflage. Hamburger Edition, Hamburg 2002, ISBN 3-930908-80-8 (amerikanisches Englisch: Leave none to tell the story. Übersetzt von Jürgen Bauer).